# Ichneutica nervosa
Ichneutica nervosa är en fjärilsart som beskrevs av Hudson 1922. Ichneutica nervosa ingår i släktet Ichneutica och familjen nattflyn. Inga underarter finns listade i Catalogue of Life.